# Estadi Demba Diop
L'Estadi Demba Diop és un estadi esportiu de la ciutat de Dakar, al Senegal.
Va ser construït el 1963. La seva capacitat és per a 20.000 espectadors. És la seu dels clubs ASC Diaraf, AS Douanes, US Gorée, US Ouakam i ASC Xam Xam.
El 2017, vuit persones van morir després que un mur de l'estadi Demba Diop s'esfondrés durant un partit entre Stade de Mbour i US Ouakam.

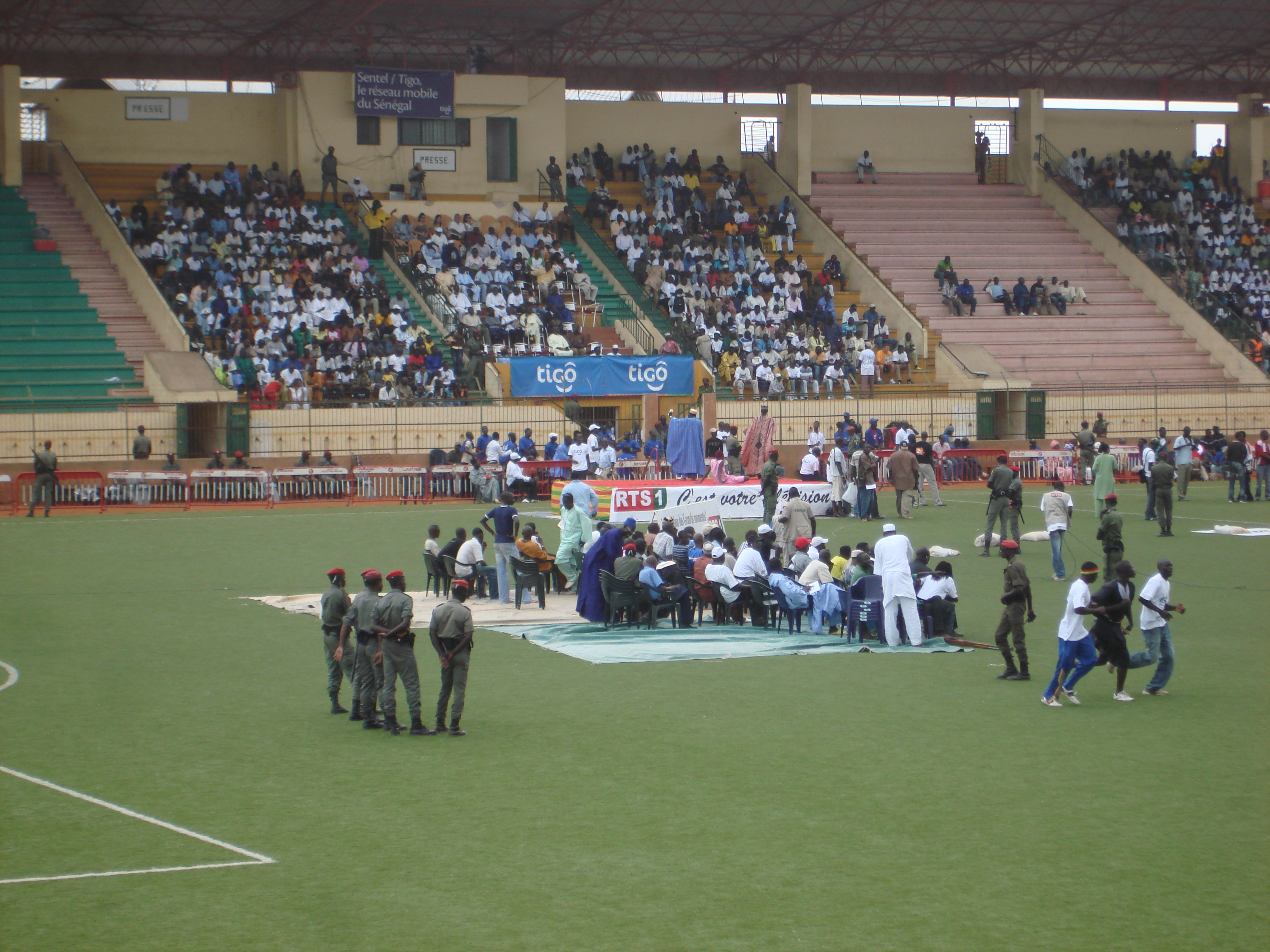
Graderies.

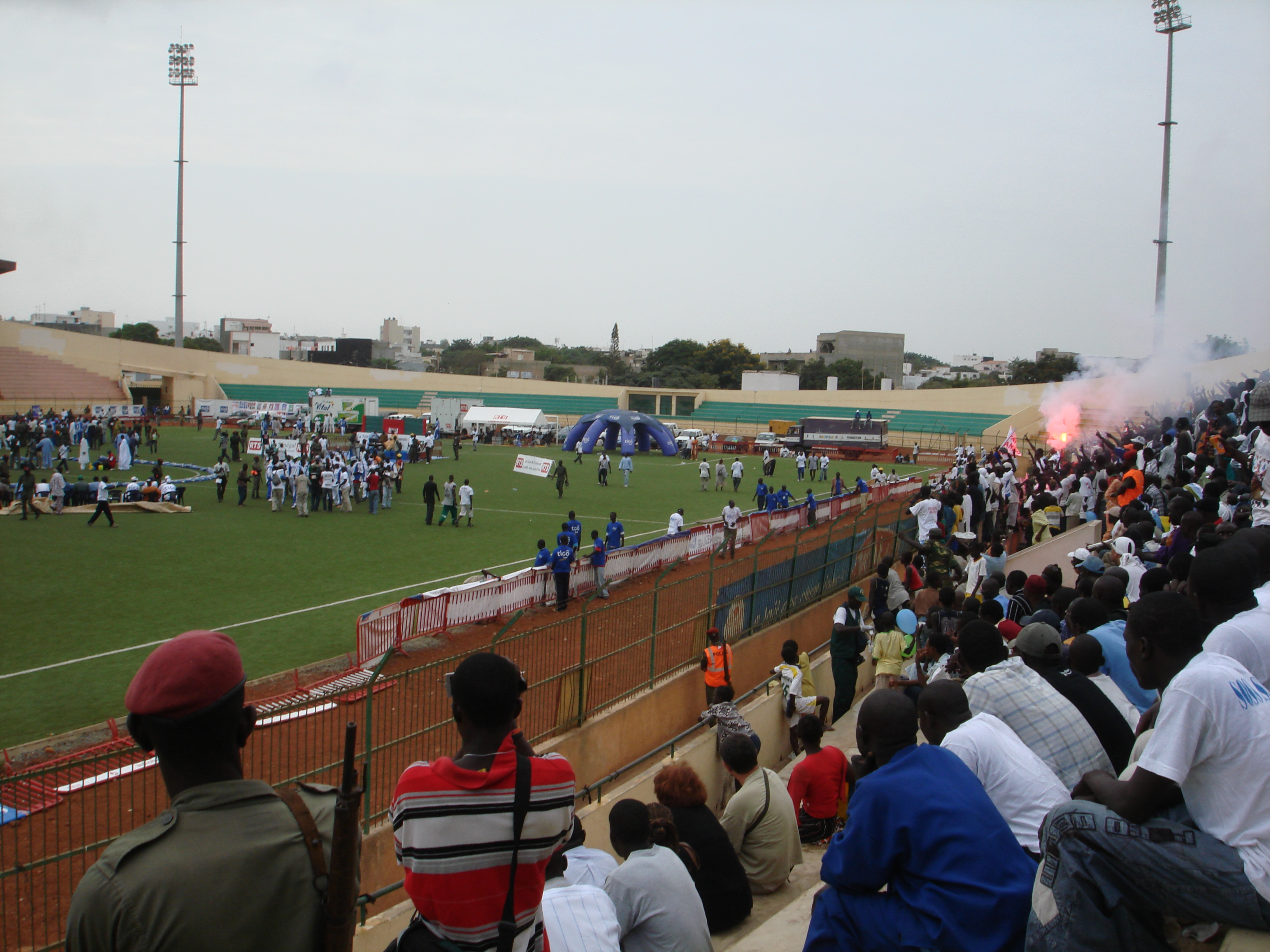
L'estadi durant una competició de lluita senegalesa.